# Perondi
Perondi is een plaats en voormalige gemeente in de stad (bashkia) Kuçovë in de prefectuur Berat in Albanië. Sinds de gemeentelijke herindeling van 2015 doet Perondi dienst als deelgemeente en is een bestuurseenheid zonder verdere bestuurlijke bevoegdheden. De plaats telde bij de census van 2011 9.005 inwoners.